# Mlýn Chodeč
Mlýn Chodeč ve Stanovicích v okrese Pelhřimov je vodní mlýn, který stojí východně od obce na horním toku Želivky zvaném Hejlovka. Pamětní deska umístěná na mlýně je chráněna jako nemovitá kulturní památka České republiky.

## Historie
Mlýn je připomínán již roku 1593. Na jeho přestavbu v roce 1834 upomíná pamětní deska vsazená nad vstupem do zdi severního průčelí. Obdélná litinová deska s nápisem je v rozích zdobena reliéfy listů otočených špičkou do středu. Nápis na desce:
```
„ERBAUET WORDEN / im Jahre 1834 / vom / ANTON FLORJAN / K.K. Hauptmann“
[
2
]
```

## Popis
Voda na vodní kolo vedla z rybníka. K roku 1930 je ve mlýně uváděna Francisova turbína (350 l/s, 2,86 m, 13,3 HP).